# لارناکا تیس
لارناکا تیس (به لاتین: Larnakas tis Lapithou) یک منطقهٔ مسکونی در قبرس شمالی است که در Girne District واقع شده‌است. لارناکا تیس ۳۷۵ نفر جمعیت دارد.